# 萧惟平
萧惟平，辽朝官员，出自契丹蕭氏。
萧惟平在辽道宗清宁四年（1058年），官至州观察处置等使、崇禄大夫、檢校太师、左金吾卫上将军、使持节邢州诸军事、邢州刺史、知涿州军州事兼管内巡检安抚屯田劝农等使，兼御史大夫、上柱国、兰陵郡开国公、食邑三千二百户，食实封三百二十户，其妻耶律氏，封漆水郡夫人。其子萧佶，官至西头供奉官、银青崇禄大夫、检校国子祭酒兼監察御史，司律娘子耶律氏，女小娘子三宝奴，孙女萧兴哥。参与主持涿州白带山云居寺东峰，镌成四大部经。《续镌成四大部经记》提到他的名字。